# Koruste
Koruste är en ort i Estland. Den ligger i Rõngu kommun och landskapet Tartumaa, i den södra delen av landet, 170 km sydost om huvudstaden Tallinn. Koruste ligger 63 meter över havet och antalet invånare är 151.
Terrängen runt Koruste är platt. Runt Koruste är det glesbefolkat, med 9 invånare per kvadratkilometer. Närmaste större samhälle är Elva, 17,2 km nordost om Koruste. Omgivningarna runt Koruste är en mosaik av jordbruksmark och naturlig växtlighet.